# Selbstmordanschlag auf die US-Botschaft in Ankara 2013
Bei einem Selbstmordanschlag auf die US-Botschaft am 1. Februar 2013 in Ankara kamen zwei Menschen ums Leben. Zu dem Anschlag bekannte sich die Untergrundorganisation DHKP-C.

## Ablauf
Am 1. Februar 2013 kam es in der türkischen Hauptstadt Ankara zu einem Selbstmordanschlag auf die Botschaft der USA. Der Attentäter Ecevit Şanlı war bis in eine Sicherheitsschleuse gelangt, wo Wachleute Besucher überprüften und ihr Gepäck durchleuchteten. Dort sprengte sich der Mann in die Luft. Dabei wurden der Täter und ein Wachmann getötet. Die bekannte Fernsehjournalistin Didem Tuncay wurde schwer verletzt. Türkische Medien berichteten von mehreren Verletzten.
Im Hauptgebäude der Botschaft gab es keine Schäden, da es weit entfernt vom Wachhäuschen liegt. Die türkische Polizei sperrte das Gelände weiträumig ab, da sie einen zweiten Anschlag befürchtete.

## Ermittlungen
Die Erstidentifizierung des Attentäters Ecevit Şanlı alias Alişan Şanlı erfolgte durch einen Leberfleck am Kopf des Täters. Einen Tag nach der Explosion bekannte sich die DHKP-C zu dem Anschlag. Der Attentäter Alişan Şanlı habe sich am 1. Februar geopfert, erklärte die Organisation am 2. Februar 2013 auf einer Internetseite, die der Gruppe nahesteht. Amerika sei der Hauptfeind der Völker, hieß es in der Erklärung.
Im Zusammenhang mit dem Attentat wurden drei Personen festgenommen. Diese wurden später wieder freigelassen.
Der Attentäter hat längere Zeit in Deutschland gelebt und soll über die griechischen Inseln in die Türkei eingereist sein. Im Juli des Jahres 1997 beteiligte sich Şanlı an bewaffneten Überfällen auf das Polizeipräsidium und auf ein Offizierskasino in Istanbul und saß mehrere Jahre im Gefängnis. Nach einem Massenhungerstreik im Gefängnis, bei dem er sowohl körperliche als auch psychische Schäden erlitt, erhielt er Haftverschonung und setzte sich in der Folge 2001 nach Deutschland ab.
Die deutschen Sicherheitsbehörden ermittelten seit Frühjahr 2011 gegen ihn wegen des Verdachts auf Mitgliedschaft in einer ausländischen terroristischen Vereinigung. Dabei handelte es sich um die in Deutschland verbotene DHKP-C. Bereits 2009 waren bei ihm Flugblätter und Zeitschriften mit Bezug zur DHKP-C gefunden worden. Die Ermittlungen wurden in diesem Fall allerdings eingestellt. Im Oktober 2012 verloren die Sicherheitsbehörden dann seine Spur.

## Hintergrund
Der DHKP-C werden in der Türkei vor allem Anschläge gegen Polizei und Justiz mit dem Ziel eines Umsturzes vorgeworfen. Dabei soll sie zahlreiche Brand- und Sprengstoffanschlägen verübt und gezielt Menschen getötet haben. Seit 2001 soll sie auch Selbstmordattentäter einsetzen. Die türkischen Sicherheitsbehörden sollen in den Jahren 2008 und 2010 durch die DHKP-C geplante Attentate auf den türkischen Ministerpräsidenten Erdoğan vereitelt haben.
Die Organisation verfolgt das Ziel, die Staatsordnung in der Türkei durch einen bewaffneten revolutionären Akt zu zerschlagen. Ihr Generalsekretär war seit Gründung der im August 2008 verstorbene Dursun Karataş. Wer zum Zeitpunkt des Anschlages 2013 die Organisation führte, ist unbekannt. Die DHKP-C steht auf der Liste der terroristischen Vereinigungen des Rates der Europäischen Union und des Außenministeriums der Vereinigten Staaten. Sie wurde 1994 als Nachfolgeorganisation der Devrimci Sol gegründet.

## Reaktionen
Bundeskanzlerin Angela Merkel und US-Vizepräsident Joe Biden verurteilten den Anschlag auf die US-Vertretung. Merkel sagte zu Beginn eines Treffens mit Biden im Kanzleramt, sie habe von dem Anschlag in Ankara „mit Bestürzung“ erfahren.

## Belege
1. ↑  Linksextremistischer Terroranschlag?: Zwei Tote bei Explosionen vor US-Botschaft in Ankara. In: Focus. 1. Februar 2013, abgerufen am 28. Februar 2013.
2. 1 2 3  Selbstmordanschlag auf US-Botschaft in Ankara: Spur führt nach Deutschland. In: Spiegel online. 2. Februar 2013, abgerufen am 28. Februar 2013.
3. 1 2 3  Explosionen: Selbstmordanschlag auf US-Botschaft in Ankara. In: Focus. 1. Februar 2013, abgerufen am 2. Februar 2013.
4. ↑  Behörden verdächtigen Linksextremisten. In: Frankfurter Rundschau. 1. Februar 2013, abgerufen am 28. Februar 2013.
5. ↑  Linksextremisten bekennen sich zu Anschlag in Ankara. In: Die Welt. 2. Februar 2013, abgerufen am 28. Februar 2013.
6. 1 2  Hubert Gude und Sven Röbel: Selbstmordanschlag auf US-Botschaft: Bundesanwaltschaft ermittelte gegen Attentäter von Ankara. In: Spiegel online. 4. Februar 2013, abgerufen am 28. Februar 2013.
7. ↑  Attentäter soll aus Deutschland eingereist sein. In: Süddeutsche.de. 2. Februar 2013, abgerufen am 28. Februar 2013.
8. ↑  Drei Festnahmen nach Anschlag auf US-Botschaft in Ankara. In: Der Standard. 2. Februar 2013, abgerufen am 28. Februar 2013.
9. 1 2 3 4  Selbstmordattentäter von Ankara soll aus Deutschland gekommen sein. In: Tagesspiegel. 2. Februar 2013, abgerufen am 28. Februar 2013.
10. ↑  haber.gazetevatan.com vom 1. Februar 2013
11. ↑  Linksextremer soll Botschaft angegriffen haben. In: Tagesschau. 1. Februar 2013, archiviert vom Original am 4. Februar 2013; abgerufen am 28. Februar 2013.
12. 1 2  Zwei Tote, sieben Verletzte: Selbstmordanschlag in Istanbul. In: n-tv. 11. September 2012, abgerufen am 28. Februar 2013.
13. ↑  Thomas Seibert: Ankara sieht wachsende Terrorgefahr. In: Deutsche Welle. 3. Februar 2013, abgerufen am 28. Februar 2013.